# Houston Dynamo Football Club
O Houston Dynamo Football Club, mais conhecido como Houston Dynamo, é uma equipe americana de futebol filiada à Major League Soccer (MLS), a liga de futebol dos Estados Unidos.

## História

### Transferência do San José Earthquakes para Houston
No dia 16 de novembro de 2005, Don Garber, comissário da Major League Soccer, revelou que havia dado a permissão para o Anschutz Entertainment Group, grupo que era dono do San José Earthquakes, transferir o time para a cidade de Houston. Foram dados 30 dias para a empresa decidir se transferiria o time ou não.
O anúncio oficial da transferência para Houston saiu no dia 15 de dezembro de 2005, já valendo para a temporada 2006. Toda a estrutura do San José Earthquakes, incluindo jogadores e comissão técnica foi transferido para Houston. O nome, o escudo e as cores foram mantidos pela Major League Soccer, no caso de o San José Earthquakes voltar como franquia de expansão. O clube adotou primeiramente o nome de Houston 1836, e logo depois adotou o nome Houston Dynamo, passando a utilizar o estádio da Universidade de Houston, até que pudesse construir seu próprio estádio.
Em 2008 o San José Earthquakes voltou a Major League Soccer como franquia de expansão.

### 2005-atualidade: Houston Dynamo e novas conquistas
As mudanças de cidade, nome, uniforme e cor trazem sorte ao time pois, logo em sua primeira participação na MLS Cup, em 2006, o Dynamo conquista o título após uma dramática decisão por pênaltis contra o New England Revolution. O Houston Dynamo entrou como um dos favoritos para a disputa da MLS Cup de 2007 e confirmou esse favoritismo conquistando o bicampeonato contra o mesmo adversário. Em 2008, chegou à final do primeiro Campeonato Pan-Pacífico e obteve o vice-campeonato. Os títulos mais as boas performances em outras competições fazem com que o Houston Dynamo seja uma das mais competitivas equipes da MLS na atualidade. A campanha realizada em 2007 também lhe deu o direito de participar da primeira Liga dos Campeões da CONCACAF, a ser realizada na temporada 2008-2009 e, pela segunda vez seguida,em  da Superliga 2008 tendo chegado, pela primeira vez, à final dessa  competição desclassificando o campeão do ano anterior, o Pachuca. Ficou com o vice-campeonato. Foi também vice-campeão da MLS Supporters' Shield 2008 o que habilitou a equipe a disputar pela terceira vez seguida a Superliga em 2009. Em 2008, venceu pela primeira vez a MLS Reserve Division.

## Títulos
| NACIONAIS      | NACIONAIS         | NACIONAIS | NACIONAIS   |
|                | Competição        | Títulos   | Temporadas  |
| -------------- | ----------------- | --------- | ----------- |
|                | MLS Cup           | 2         | 2006 e 2007 |
|                | U.S. Open Cup     | 2         | 2018 e 2023 |
| REGIONAIS      |                   |           |             |
|                | Competição        | Títulos   | Temporadas  |
| Estados Unidos | Conferência Oeste | 2         | 2006, 2007  |
| Estados Unidos | Conferência Leste | 2         | 2011, 2012  |

### Outros troféus
- Texas Derby (5): 2006, 2007, 2009, 2011, 2012
- Carolina Challenge Cup (3): 2006, 2007, 2015
- Texas Pro Soccer Festival (1): 2008
- MLS Reserve Division (2): 2008, 2012
- Dynamo Charities Cup (3): 2009, 2010, 2013

### Outras campanhas de destaque
- Copa dos Campeões da CONCACAF: 4º lugar - 2007, 2008
- Superliga: 2º lugar - 2008; 3º lugar - 2007, 2010
- Campeonato Pan-Pacífico: 2º lugar - 2008
- MLS Cup: 2º lugar - 2011
- MLS Supporters' Shield: 2º lugar - 2008; 3º lugar - 2006, 2007, 2009
- MLS Reserve Division: 3º lugar - 2006, 2012

## Estatísticas

### Participações
|  | Participações em 2020 |

| Competição     | Competição                    | Temporadas | Melhor campanha         | Estreia | Última | P | R |
| Estados Unidos | Major League Soccer           | 15         | Campeão (2006, 2007)    | 2006    | 2020   |   |   |
| Estados Unidos | Lamar Hunt U.S. Open Cup      | 14         | Campeão (2018)          | 2006    | 2020   |   |   |
|                | Liga dos Campeões da CONCACAF | 7          | Semifinal (2007 e 2008) | 2007    | 2019   |   |   |